# 4-feniltiosemicarbazida
4-feniltiosemicarbazida (o 4-PTSC de sus siglas en inglés: 4-Phenylthiosemicarbazide) es una tiosemicarbazida de masa molar 167,2 g/mol utilizada como un químico en la agricultura y como un pesticida. 
Por otro lado, puede ser utilizada en la separación de micromontos de cobre, níquel y cobalto ya sea de manera separada o mixta; adicionalmente, podría utilizarse como reagente -junto con 2,3-dihidroxibenzaldehido y 2-tiofenecarboxaldehido- para sintetizar diversas resinas amberlitas XAD, usadas como preconcentrados de transición y como analitos para el rastro de metales pesados a partir del ácido nítrico presente en muestras de suelo y sedimentos.